# Utricularia meyeri
Utricularia meyeri är en tätörtsväxtart som beskrevs av Pilg.. Utricularia meyeri ingår i släktet bläddror, och familjen tätörtsväxter. Inga underarter finns listade i Catalogue of Life.